# أمثلة متينة
الأمثلة المتينة هي إحدى نظريات الامثلة، التي تتعامل مع مشكلات الامثلة، التي تطلب قدراً من المتانة، ضد الغيرمؤكد
(الغموض)، الذي يتمثل في التغيرات الحتمية في معاملات المشكلة ذاتها أو حلها.

## التاريخ
يرجع تاريخ نظرية الأمثلة المتينة عند إنشاء (نظريه الاختيار) في عام 1950. عندما استخدام نموذج ماكسيم ولدز واستخدمت هذه النظرية كأداة لمعالجة وحل الغموض الشديد وقد أصبحت فرع من المعرفة من تلقاء نفسها في عام 1970م ومع التطوير أصبحت تطبق في العديد من المجالات العلمية والتكنولوجية مثل الاحصاء الطب الاقتصاد هندسه التحكم وهندسة التصنيع والهندلكيميائية، ئية
وعلوم الحالألي.لالى

## التصنيف
يوجد عدد من المعاير لتصنيف نماذج الأمثلة المتينة، التي تستطيع إحداها ان تميز بين نماذج المتانة المحلية والنماذج العالمية وبين النماذج الأحتمالية والغير احتمالية.
المتانة المحلية: هناك حالات عديده يطلب فيها المتانة المحلية ضد الاضرابات الصغيرة في القيمة الاسمية للمعامل. المثال الأكثر شهرة هو نصف قطر دائرة الاستقرار.
p(x,u)=max{p:u∈S(x),∀u∈B(p,u) حيث أن U تمثل القيمة الاسمية للمعامل B(p,u) تمثل الكرة بنصف قطر p ومتمركز في u.
وحيث أن S(x) يمثل مجموعة قيم u التي تلبى ظروف الاستقرار المقامة على قرار x.
نصف قطر دائرة الاستقرار للقرار x هو نصف قطر الدائرة الأكبر المتمركزة في u وكل الذي يلبى متطلبات الاستقرار المقامة لx
وهذه الصورة توضح النموذج.
حيث أن المستطيل U(x) يمثل مجموعة قيم U المقامة مع القرار x.
المتانة العالمية:
افرض الاتى نموذج تمهيدى وبسيط للمتانة العالمية
max{f(x):g(x,u)<b,∀u∈U
وتكمن الصعوبة في هذا القيد بانه يتطلب ان لا يوجد x∈X التي تلبى هذا القيد ولكن بوجود x∈X سيكون القيد مقاوم للتغير بشده وذلك سينتج حل x∈X إلى سيحدث تلبية ل f(x) الذي لايمثل القرار X.
الأمثلة المتينة الغير احتمالية:
النموذج المهيمن في الجزء هو نموذج (ماكسيمم ولديز [الإنجليزية])
max min f(u,x) حيث أن ال Max يمثل صانع القرار وال Mini يمثل الطبيعة يعنى (Decision theory الغير مؤكد) X تمثل مساحه القرار وU(x) تمثل مجموعة.
القيم
المحتملة المقامة للقرار X . هذه الصورة التقليدية للنموذج العام وعاده هذا يشار إلى ال نماذج الأمثلة الminimax and maximin.
نماذج الأمثلة الغير احتمالية تستخدم بشكل واسع في الأمثلة المتينة وخاصة في مجال (8)(9)(10)(معالجة الأشارات)
(Mathematical optimization البرمجة الرياضية) المساوية للصورة التقليدية هي
max{v:v<f(x,u),∀u∈U(x)}
نماذج الأمثلة المتينة الأحتمالية:
هذه النماذج تحدد (الغير مؤكد) في حقيقة العوامل المختصة بدوال التوزيع الاحتمالى وقد صنفت إلى ([[Stochastic_programming]|برمجه ستوكاستيك) ونماذج (] [[:en:Stochastic_programming]|[الإنجليزية]]] امثلة ستوكاستيك).
نظير المتانة:
هي طريقه لحل العديد من النماذج المتينة المتضمنة خلق مساواه حتمية وقطعية والصعوبة الفعلية تعتمد على سهوله حل النظير المتين حسابيا
الروابط الخارجية:
http://www.robustopt.com/
http://robust.moshe-online.com/

## روابط خارجية
- ROME: Robust Optimization Made Easy.
- Robust Decision-Making Under Severe Uncertainty.

1. 1 2 3 4 5 6 7 8 9 10 11 12 13 14 15 16 17 18 19 20 21 22 23 24 25 26  Link text, additional text. نسخة محفوظة 7 ديسمبر 2019 على موقع واي باك مشين.